# 1787 aux échecs
| Années des échecs : 1784 - 1785 - 1786 - 1787 - 1788 - 1789 - 1790    |
| Décennies des échecs : 1750 - 1760 - 1770 - 1780 - 1790 - 1800 - 1810 |

Cet article présente les faits marquants de l'année 1787 aux échecs.

## Naissances
- William Lewis, auteur d’Oriental Chess, en deux volumes, le premier ouvrage portant sur les problèmes d’échecs imprimé en Angleterre.